# Club Atlético Almirante Brown (Lules)
El Club Atlético Almirante Brown es un club deportivo fundado el 7 de febrero de 1919 en la ciudad de Lules, Tucumán. Su principal actividad es el fútbol, donde militaba en el Torneo Federal B y anualmente en la Liga Tucumana de Fútbol, en la que logró el título por primera vez en el año 2013. En este club además del fútbol, también destacan otros deportes como el básquet y el vóleibol.

## Historia
El club fue fundado el 7 de febrero de 1919, por un grupo de jóvenes de ese entonces que habían practicado el fútbol y que decidieron quedar unidos en una institución, de esa forma fundaron lo que es hoy el Club Atlético Almirante Brown. Al buscar un nombre quisieron rendir homenaje a ese intrépido marino que defendió la patria en los momentos más difíciles. 
Al principio Brown jugó en la Liga famaillense de fútbol ya que en ese entonces la ciudad de Famaillá era cabeza de departamento. Pasó el tiempo y esta liga desapareció y Brown pasó a jugar la Liga Sanmartiniana, luego jugó la Liga Deportiva, luego la Social Cultural, para finalmente llegar a la Federación Tucumana, actualmente Liga Tucumana de Fútbol.

### Estadio
La antigua cancha de Brown estaba ubicada en los viejos terrenos que tenía el ex ingenio Mercedes sobre el este de la calle Belgrano al 300 y como eran antiguas plantaciones de cañaverales, para adaptar el terreno debieron trabar mucho y en forma manual. Muchos fueron los entusiastas deportistas que aportaron para hacer realidad la cancha y entre ellos es digno reconocer a don Antonio Artaza (Padre), quien cuando ya estaba casi a la inauguración, falleció justamente en la cancha, un paro cardíaco lo dejó sin la satisfacción de ver coronado su esfuerzo. 
Don Artaza, padre de Antonio, Tonillo y Juan, todos jugaron en distintas divisiones de Almirante Brown. Don Artaza también tenía un club denominado Lules Central, que era como una sucursal de Brown, ya que jugaba en los veraniegos y sostenía el plantel en actividad.
No se puede hablar de historia institucional si mencionar la importante intervención de Jesús Santos, quien cuando fue elegido diputado consiguió la expropiación de las tierras pertenecientes al ex Ingenio Mercedes y donde hoy esta el complejo deportivo.
Ya con las tierras, había que cercarlo y esa tarea estuvo a cargo de un grupo de deportistas encabezado por “Pata Lisa” Soria, los Artaza, Obregón, los hermanos Auvieux, Gabriel Ortali, "Nene" González y otros que merecen grandes elogios.
Corría el año 1956, y el entapiado estaba terminado y en la parte oeste del predio, es decir donde actualmente esta el tinglado con las canchas de básquet y vóley, se hizo la primera cancha de fútbol, con la diligencia de don Humberto Mastroberardino, se presentó San Martín de Tucumán. Almirante Brown alistaba a los hermanos Arancibia, Chicre Buabud, Pila Acosta, Aldo Beltran, Tati Medde, entre otros. El partido terminó uno a uno y sobre la hora Beltran le atajó un penal a Ibáñez, pero todo ello era una fiesta, donde los concurrentes debieron rodear la cancha por la carencia de tribunas.
Posteriormente el campo de juego se construyó donde se encuentra actualmente. Con una pequeña tribuna, se inaugura en el año 1958, fue una fiesta hermosa, el estadio se colmó de familias enteras. En esa oportunidad, Aldo Beltran, que ya jugaba en Central Córdoba de la federación tucumana, trajo a ese club, gracias a la generosa intervención de don José Halle que puso un ómnibus para el traslado de la delegación. se disputó la copa “Romano Norri” y fue entregada al club Brown por el entonces intendente Julio César Rodríguez.

## Jugadores

### Plantilla 2022
Actualizado al 9 de marzo de 2022